# HD 150366
HD 150366，又名CD-2412765，SAO 184549、HR 6193，是一颗恒星，视星等为6.09，位于銀經355.34，銀緯14.23，其B1900.0坐标为赤經16h 35m 32.4s，赤緯-24° 14.23′ 27″。